# Deutsche Leichtathletik-Meisterschaften 1949
Die 49. Deutschen Leichtathletik-Meisterschaften wurden am 6. und 7. August 1949 im Bremer Weserstadion ausgetragen. Es handelte sich dabei um die ersten nationalen Leichtathletik-Meisterschaften nach Gründung der Bundesrepublik Deutschland. Nahezu alle Disziplinen einschl. des Marathonlaufs fanden im Rahmen dieser Veranstaltung statt.
Es gab drei Ausnahmen mit Meisterschaftswettbewerben an anderen Orten zu anderen Terminen:
- Waldlauf (Männer) – Büren, 10. April auf einer Streckenlänge mit Einzel- und Mannschaftswertung
- Mehrkämpfe (Frauen: Fünfkampf) / (Männer: Fünfkampf und Zehnkampf), jeweils mit Einzelwertungen – Stuttgart-Feuerbach, 20./21. August
- 50-km-Gehen (Männer) – Stuttgart-Feuerbach, 21. August mit Einzel- und Mannschaftswertung. Dieser Wettbewerb kam nach einer Unterbrechung von 1942 bis 1948 wieder ins Meisterschaftsprogramm.

Die folgenden Übersichten fassen die Medaillengewinner und -gewinnerinnen zusammen. Eine ausführlichere Übersicht mit den jeweils ersten sechs in den einzelnen Disziplinen findet sich unter dem Link Deutsche Leichtathletik-Meisterschaften 1949/Resultate.

## Medaillengewinner Männer
| Disziplin                                   | Gold                                                                   | Leistung            | Silber                                                                             | Leistung             | Bronze                                                           | Leistung              |
| ------------------------------------------- | ---------------------------------------------------------------------- | ------------------- | ---------------------------------------------------------------------------------- | -------------------- | ---------------------------------------------------------------- | --------------------- |
| 100 m                                       | Heinz Fischer (Preussen Krefeld)                                       | 10,6 s0             | Günther Pesch (Hammer SpVg. 03/04)                                                 | 10,8 s0              | Konrad Wittekindt (SC Frankfurt 1880)                            | 10,9 s0               |
| 200 m                                       | Leo Lickes (Preussen Krefeld)                                          | 22,2 s0             | Walter Schreiber (TSV 1860 München)                                                | 22,6 s0              | Arno Boger (TV Pforzheim 1834)                                   | 22,9 s0               |
| 400 m                                       | Hubert Huppertz (TuS Rot-Weiß Koblenz)                                 | 47,8 s0             | Herbert Wudtke (VfB Stuttgart)                                                     | 48,4 s0              | Gerhard Audorf (Berliner SC)                                     | 48,5 s0               |
| 800 m                                       | Heinz Ulzheimer (Eintracht Frankfurt)                                  | 1:51,4 min          | Günther Steines (TuS Rot-Weiß Koblenz)                                             | 1:52,3 min           | Kurt Bonah (Bielefelder TG)                                      | 1:53,7 min            |
| 1500 m                                      | Karl Kluge (Werder Bremen)                                             | 3:57,2 min          | Kurt Anderko (SpVgg. Feuerbach)                                                    | 3:58,0 min           | Heinz Laufer (VfL Schwenningen)                                  | 3:58,0 min            |
| 5000 m                                      | Otto Eitel (TSV Esslingen)                                             | 14:46,2 min         | Herbert Schade (Grün-Weiß Solingen)                                                | 14:47,0 min          | Helmut Bolzhauser (TSV Esslingen)                                | 14:51,6 min           |
| 10.000 m                                    | Otto Eitel (TSV Esslingen)                                             | 31:39,8 min         | Hermann Eberlein (TSV 1860 München)                                                | 32:34,2 min          | Willi Holtkamp (TuS Rot-Weiß Koblenz)                            | 33:11,4 min           |
| Marathon                                    | Wilhelm Bürklein (Reichsbahn SV Stuttgart)                             | 2:53:10,8 h0        | Josef Legge (VfL Bochum)                                                           | 2:55:08,0 h0         | Willy Peters (DLC Aachen)                                        | 3:04:09,8 h0          |
| Marathon, Mannschaftswertung                | Reichsbahn SV StuttgartWilhelm Bürklein Karl Meyer Schmitt             | 9:36:16 h000        | FSV FrankfurtEgon Pfarr Wilhelm Borns Erich Lachhein                               | 10:05:07 h000        | SV Büren 21Willi Trapp Josef Brückner Hans Starke                | 10:39:41 h000         |
| 110 m Hürden                                | Hans Zepernick (Blau-Weiß Osnabrück)                                   | 15,5 s0             | Ernst Becker (Werder Bremen)                                                       | 15,5 s0              | Wolfgang Troßbach (ATS Kulmbach 1861)                            | 15,6 s0               |
| 400 m Hürden                                | Karl Kohlhoff (Holstein Kiel)                                          | 55,7 s0             | Heinz Bockelbrinck (OSV Hörde)                                                     | 56,2 s0              | Edmund Hidas-Hikisch (VfL München)                               | 56,4 s0               |
| 3000 m Hindernis                            | Ludwig Kaindl (TSV 1860 München)                                       | 9:35,0 min          | Erhard Kynast (Grün-Weiß Braunschweig)                                             | 9:44,6 min           | Peter Maassen (Barmer TV 1846 Wuppertal)                         | 9:44,6 min            |
| 4 × 100 m Staffel                           | Preussen KrefeldPaul Schochow Heinz Fischer Wilhelm Bauer Leo Lickes   | 42,3 s0             | Hammer SpVg. 03/04Georg Kremer Günther Pesch Günter Graßhoff Ulrich Jonath         | 42,5 s0              | Hamburger SVErnst Rohrssen Mellerowicz Dieter Wawrczyn Lipphardt | 43,0 s0               |
| 4 × 400 m Staffel                           | Hamburger SVGeorg Lipphardt Hermann Burnitz Herbert Behrend Hans Hieke | 3:20,0 min          | TuS Rot-Weiß KoblenzAlfred Hochscheid Bert Steines Günther Steines Hubert Huppertz | 3:22,0 min           | VfB StuttgartKilian Wolfgang Erhard Ellinger Herbert Wudtke      | 3:22,2 min            |
| 3 × 1000 m Staffel                          | Preussen KrefeldBongartz Heitzer Hermann Arendt                        | 7:34,4 min          | Eintracht FrankfurtHans-Joachim Sauer Ernst Hofferberth Heinz Ulzheimer            | 7:34,6 min           | Werder BremenHans Wever Franz Schiffer Karl Kluge                | 7:37,2 min            |
| 10.000 m Bahngehen                          | Rudolf Lüttge (Eintracht Braunschweig)                                 | 49:23,6 min         | Hermann Grittner (Reichsbahn SV Köln)                                              | 52:10,6 min          | Bernd Schwertel (VfR 19 Limburg)                                 | 52:10,6 min           |
| 50-km-Gehen                                 | Friedrich Prehn (SV Polizei Hamburg)                                   | 4:44:20 h000        | Fritz Bleiweiß (MTV Braunschweig)                                                  | 4:53:43 h000         | Rudolf Lüttge (Eintracht Braunschweig)                           | 4:56:51 h000          |
| 50-km-Gehen, Mannschaftswertung             | Eintracht BraunschweigRudolf Lüttge Walter Stoltz Wilhelm Kneifel      | 15:37:37 h000       | Westfalia HerneFritz Koschzek Siegfried Kemper Clemens Koppmeier                   | 16:26:23 h000        | Hamburger SVHermann Feucht Rudolf Modes Otto Biethan             | 16:42:43 h000         |
| Hochsprung                                  | Hermann Nacke (Polizei SV Kiel)                                        | 1,97 m              | Ludwig Koppenwallner (VfL München)                                                 | 1,90 m               | Günter Theilmann (Eintracht Frankfurt)                           | 1,85 m                |
| Stabhochsprung                              | Gustav Stührk (TSV 1860 München)                                       | 3,90 m              | Kurt Landschulze (Preussen Krefeld)                                                | 3,80 m               | Rudolf Glötzner (Turnerbund Weiden)                              | 3,80 m                |
| Weitsprung                                  | Heinz Kreulich (TC Gelsenkirchen 1874)                                 | 7,58 m              | Gerhard Luther (TSV 1860 München)                                                  | 7,53 m               | Helmut Wiersdorf (VfB Oldenburg)                                 | 7,31 m                |
| Dreisprung                                  | Theo Strohschnieder (TV Cloppenburg)                                   | 14,42 m             | Paul Rapp (Stuttgarter Kickers)                                                    | 14,12 m              | Herbert Zimmer (Rot-Weiß Oberhausen)                             | 14,12 m               |
| Kugelstoßen                                 | Josef Bongen (Preussen Krefeld)                                        | 15,27 m             | Otto Luh (VfB Gießen)                                                              | 14,50 m              | Helfried Mersinger (TSG Heidelberg)                              | 14,20 m               |
| Diskuswurf                                  | Gerhard Hilbrecht (TSV 1860 München)                                   | 44,51 m             | Heinz Rosendahl (Schwarz-Weiß Radevormwald)                                        | 43,94 m              | Walter Janssen (Werder Bremen)                                   | 43,05 m               |
| Hammerwurf                                  | Karl Wolf (Karlsruher TV 1846)                                         | 55,88 m             | Karl Storch (ASC Fulda)                                                            | 54,64 m              | Oskar Lutz (OSV Hörde)                                           | 50,31 m               |
| Speerwurf                                   | Emil Sick (Stuttgarter Kickers)                                        | 62,10 m             | Johannes Boeder (Berliner SC)                                                      | 59,45 m              | Fritz Rudorf (Hamburger SV)                                      | 58,66 m               |
| Fünfkampf, 1934er W. 2. Zeile: 1985er Wert. | Gerhard Luther (TSV 1860 München)                                      | 3862 P (3675 P)     | Herbert Vatter (1. FC Nürnberg)                                                    | 3708 P (3564 P)      | Josef Hipp (Turnerbund Balingen)                                 | 3677 P (3501 P)       |
| Zehnkampf, 1934er W. 2. Zeile: 1985er Wert. | Gerhard Luther (TSV 1860 München)                                      | 6678 P (6445 P)     | Josef Hipp (Turnerbund Balingen)                                                   | 6589 P (6349 P)      | Ludwig Koppenwallner (VfL München)                               | 6165 P (5999 P)       |
| Waldlauf – 7509 m                           | Otto Eitel (TSV Esslingen)                                             | 24:35,8 min         | Ludwig Warnemünde (SC Victoria Hamburg)                                            | 24:36,0 min          | Ludwig Kaindl (TSV 1860 München)                                 | 24:44,4 min           |
| Waldlauf, Mannschaftswertung                | TSV 1860 MünchenLudwig Kaindl Hermann Eberlein Hans Glöckler           | 13 P (Plätze 3/4/8) | TSV EsslingenOtto Eitel Helmut Bolzhauser Helmut Gude                              | 21 P (Plätze 1/9/15) | Rot-Weiß OberhausenEdmund Nadolny Walter Türk Willi Klömpken     | 33 P (Plätze 6/13/20) |

## Medaillengewinnerinnen Frauen
| Disziplin                                      | Gold                                                                          | Leistung       | Silber                                                                                | Leistung       | Bronze                                                | Leistung       |
| ---------------------------------------------- | ----------------------------------------------------------------------------- | -------------- | ------------------------------------------------------------------------------------- | -------------- | ----------------------------------------------------- | -------------- |
| 100 m                                          | Marga Petersen (Werder Bremen)                                                | 12,1 s         | Ruth Limbach geb. Schwanck (SSV Wuppertal)                                            | 12,4 s         | Maria Sander geb. Domagala (Rot-Weiß Oberhausen)      | 12,5 s         |
| 200 m                                          | Margot Gundlach (Hassia Bingen)                                               | 26,3 s         | Ruth Wenzel (Berliner SC)                                                             | 26,4 s         | Else Ostmann (Bielefelder TG)                         | 26,4 s         |
| 80 m Hürden                                    | Maria Sander geb. Domagala (Rot-Weiß Oberhausen)                              | 11,9 s         | Lore Fauth (Stuttgarter Kickers)                                                      | 12,5 s         | Siegfriede Dempe (Jena)                               | 12,5 s         |
| 4 × 100 m Staffel                              | Werder BremenHelga Kluge geb. Huhn Marga Petersen Hannelore Mikos Lena Stumpf | 48,3 s         | SSV WuppertalMarianne Dekkers Ruth Limbach geb. Schwanck Emmy Albus Renate Kortenhaus | 48,8 s         | Berliner SCSchimmel Struck Gisela Reich Ruth Wenzel   | 49,7 s         |
| Hochsprung                                     | Margarete von Buchholtz (Stuttgarter Kickers)                                 | 1,61 m         | Hildegard Gerschler (Eintracht Braunschweig)                                          | 1,60 m         | Grete Beickelmann (TuS Opladen)                       | 1,58 m         |
| Weitsprung                                     | Elfriede Brunemann (TK Hannover)                                              | 6,12 m         | Lena Stumpf (Werder Bremen)                                                           | 5,96 m         | Irmgard Kirchhoff (KSV Hessen Kassel)                 | 5,92 m         |
| Kugelstoßen                                    | Karen Uthke (ASV Köln)                                                        | 13,21 m        | Gertrud Schlüter (SV St. Georg 1895 Hamburg)                                          | 13,16 m        | Hilde Siemer (Oldenburger Turnerbund)                 | 12,53 m        |
| Diskuswurf                                     | Karen Uthke (ASV Köln)                                                        | 41,86 m        | Else Hümmer geb. Graf (SV 1873 Nürnberg-Süd)                                          | 40,52 m        | Theda Stumpf (Werder Bremen)                          | 39,18 m        |
| Speerwurf                                      | Inge Wolf geb. Plank (1. FC Nürnberg)                                         | 43,68 m        | Marlies Müller (ASV Köln)                                                             | 40,38 m        | Helga Karsten geb. Isberg (SV St. Georg 1895 Hamburg) | 40,29 m        |
| Fünfkampf, offiz. Wert. 2. Zeile: 1980er Wert. | Lena Stumpf (Werder Bremen)                                                   | 361 P (3331 P) | Lore Fauth (Stuttgarter Kickers)                                                      | 338 P (3234 P) | Karen Uthke (ASV Köln)                                | 295 P (2883 P) |

## Videolink
- Filmausschnitte u. a. von den Deutschen Leichtathletik-Meisterschaften auf filmothek.bundesarchiv.de, Bereich: 4:13 min bis 2:20 min, abgerufen am 30. März 2021